# Qafzeh 9
Qafzeh 9 è il fossile di uno scheletro quasi completo di un ominide della specie Homo sapiens scoperto nella Grotta di Qafzeh in Israele nel 1967 .

## Descrizione

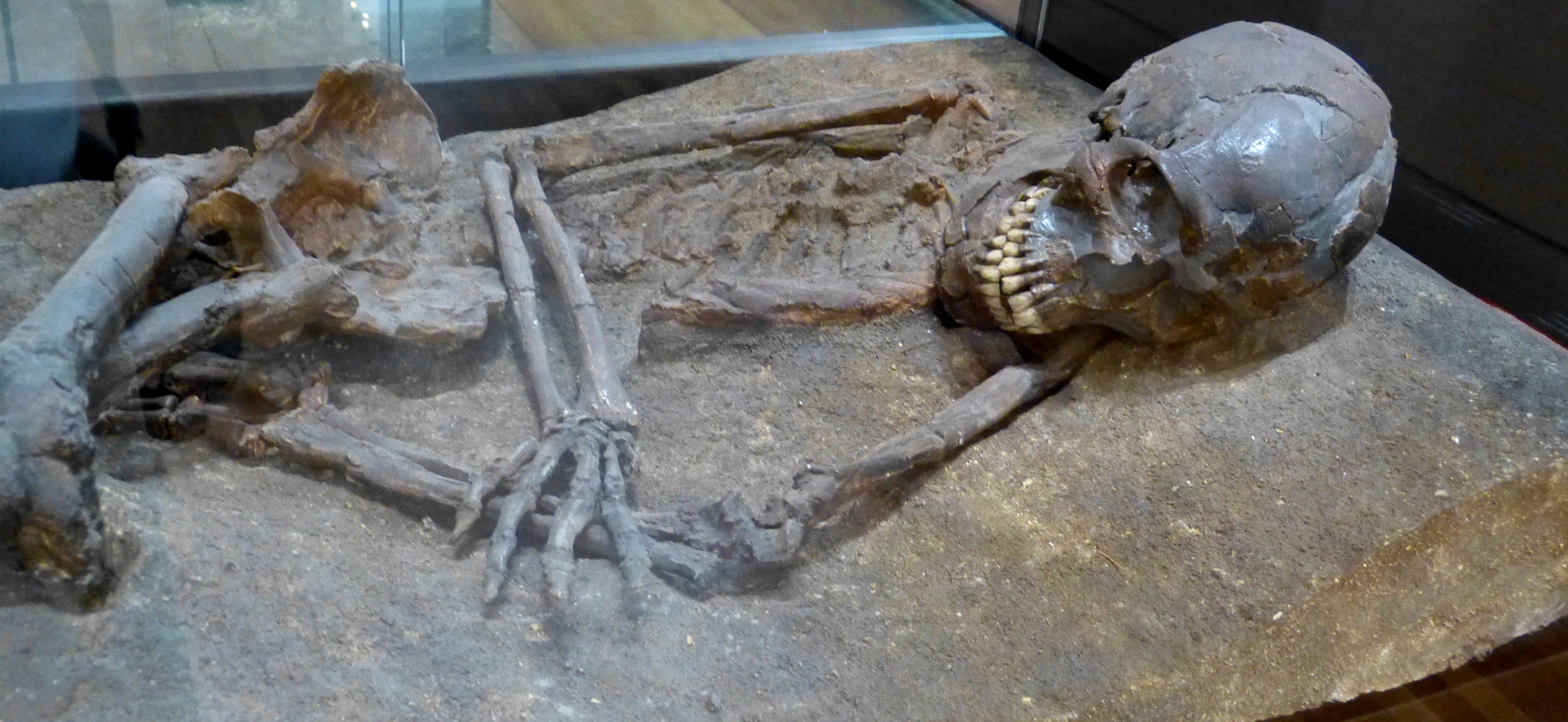
Scheletro

Lo scheletro classificato come Qafzeh 9 fu ritrovato in una sepoltura, dove nel 1969 fu ritrovato lo scheletro di un bambino, classificato come Qafzeh 10. Il cranio di Qafzeh 9 ha una fronte alta, manca di crocchia occipitale, ha un mento definito, ma una faccia prognatica. Il fossile ha suscitato l'interesse degli studiosi soprattutto in relazione alle condizioni patologiche mandibolari e dentali.